# Īnjār
Īnjār (persiska: اینجار) är en ort i Iran.   Den ligger i provinsen Östazarbaijan, i den nordvästra delen av landet, 500 km nordväst om huvudstaden Teheran. Īnjār ligger 1 019 meter över havet och antalet invånare är 927.
Terrängen runt Īnjār är huvudsakligen kuperad, men västerut är den bergig. Runt Īnjār är det ganska glesbefolkat, med 27 invånare per kvadratkilometer. Närmaste större samhälle är Hūrānd, 4,6 km norr om Īnjār. Trakten runt Īnjār består i huvudsak av gräsmarker.